# 映画ポスター
映画ポスター（えいがポスター）とは、映画の上映時に映画宣伝のためのポスターのことである。

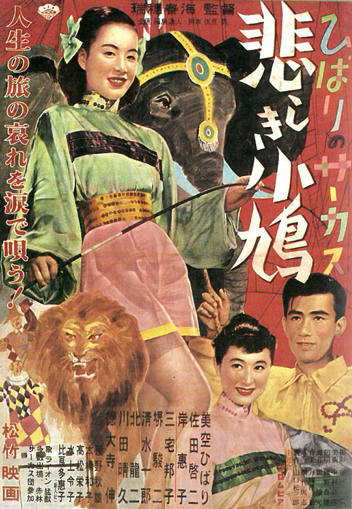
「
ひばりのサーカス　悲しき小鳩」(1952年)のポスター

## 概要
映画ポスターは非売品であり、『オリジナル・ポスター』と呼ばれている。しかし、サイズを変えて販売用としての映画ポスターもある。これらは、『リプリント』と呼ばれて、オリジナル・ポスターと区別されている。

## 掲示場所
映画館の他にプレイガイドや銭湯が多い。

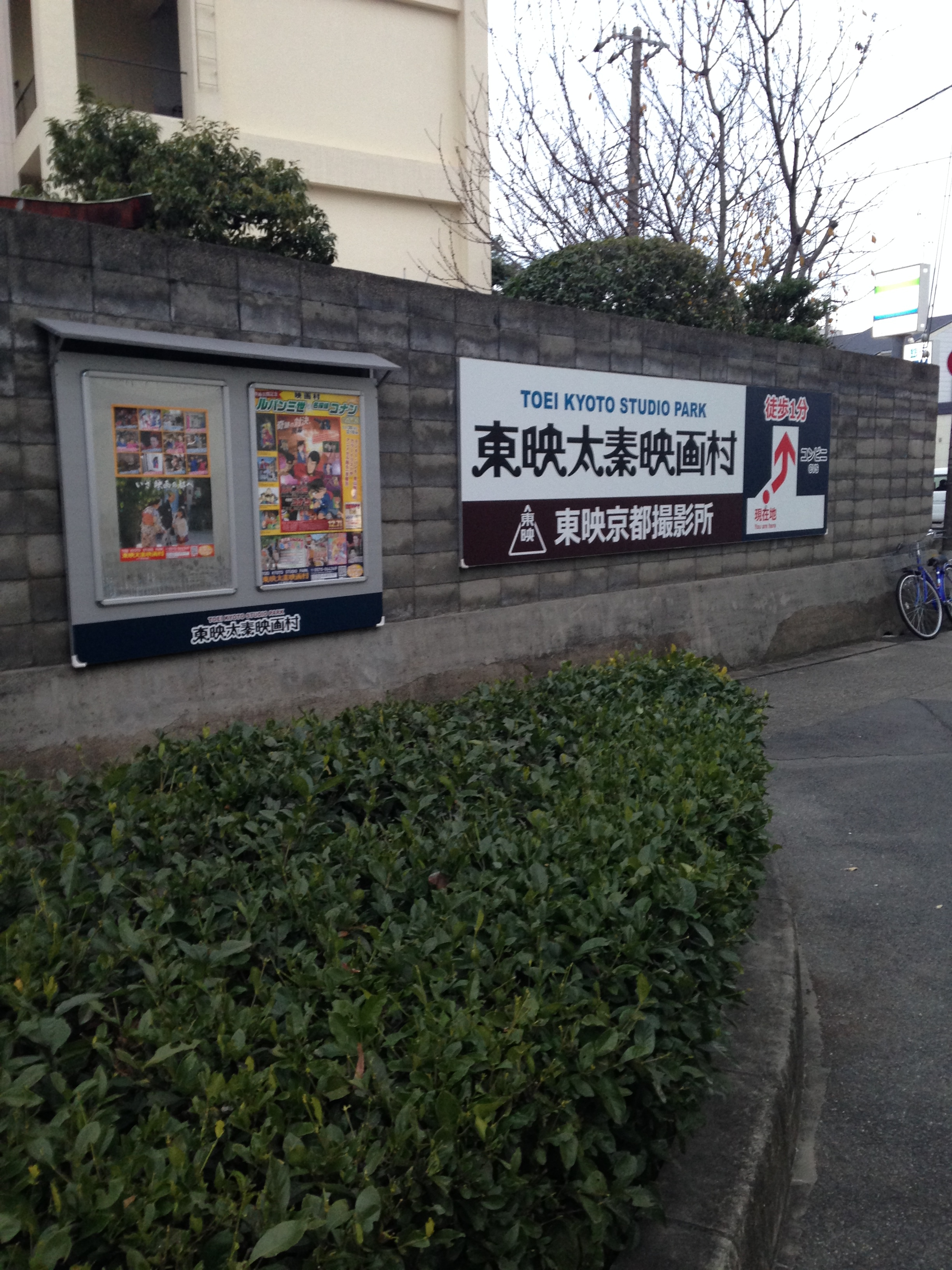
路上
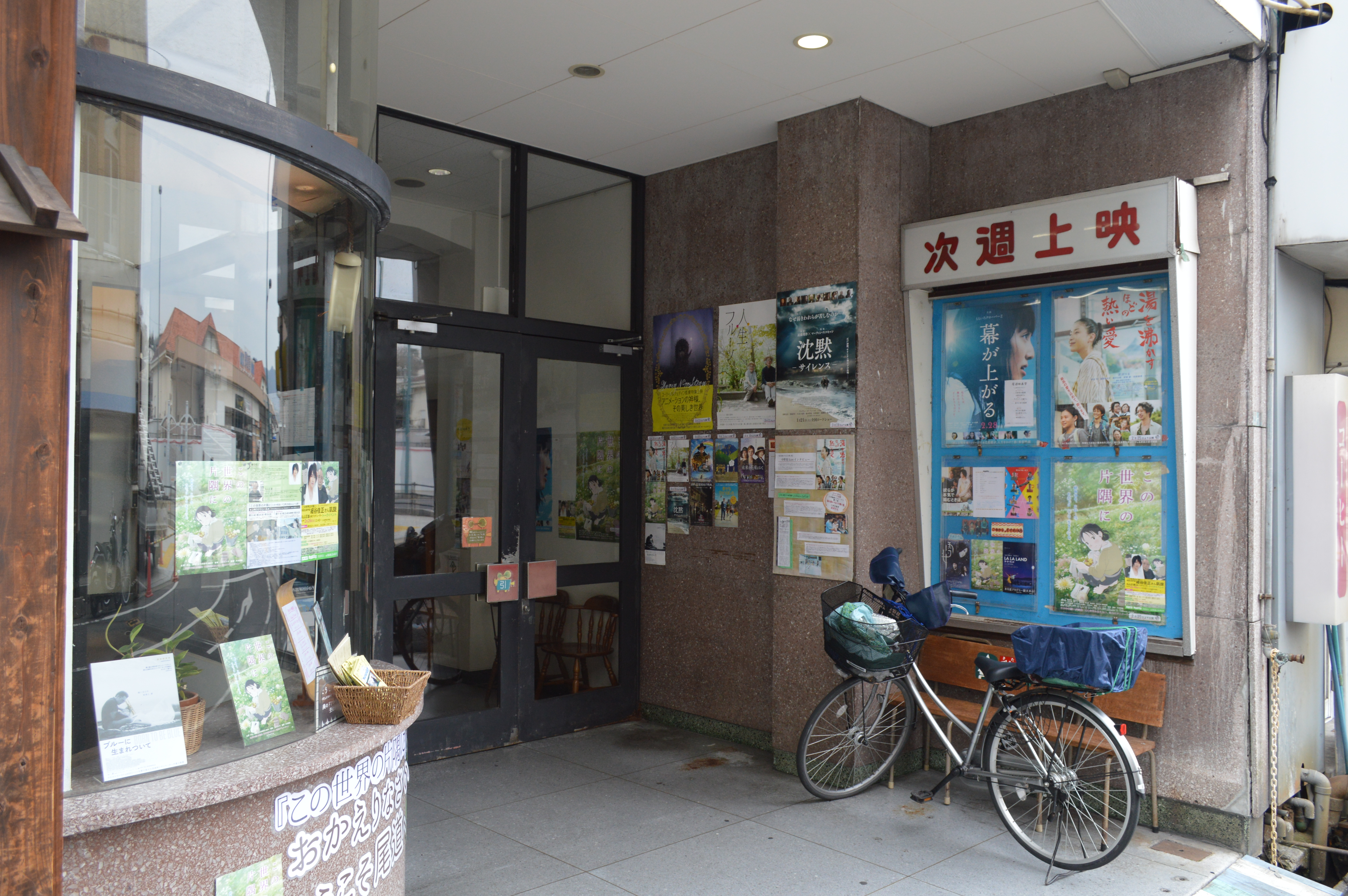
映画館入り口
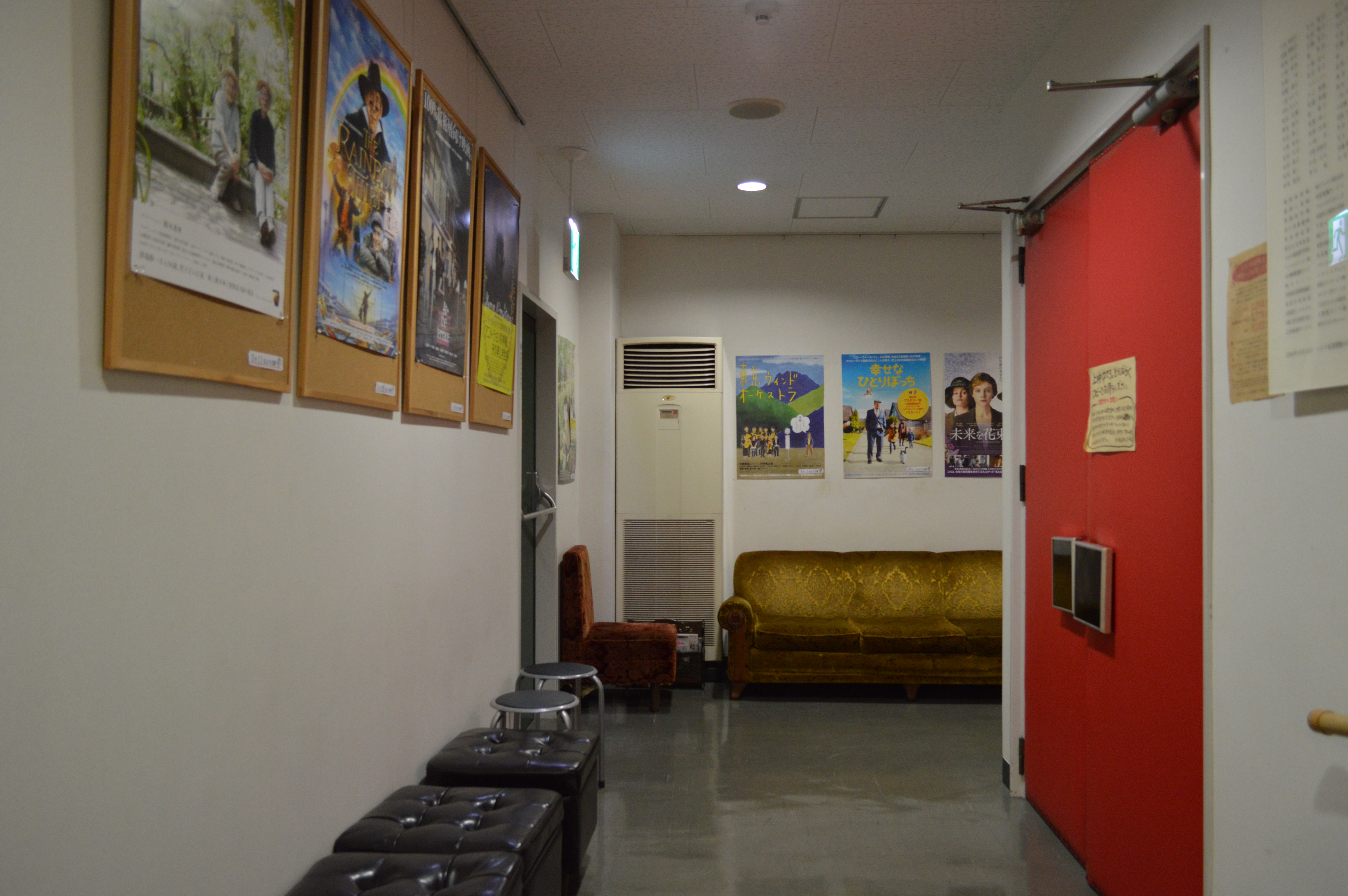
ロビー
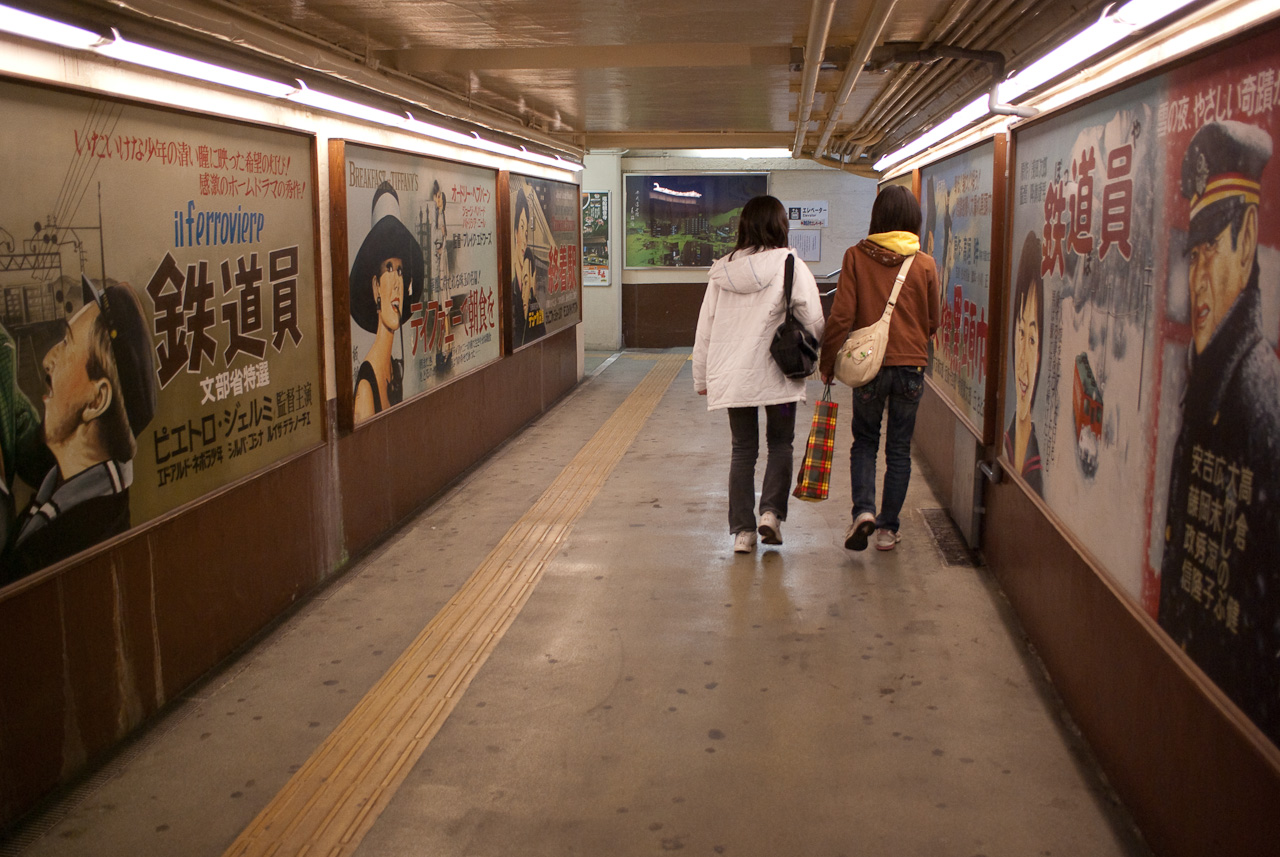
駅

## サイズ
日本のポスターは、B2サイズだったが、最近はB1サイズと大きくなっている。
アメリカのポスターは、US１sheet(ワン・シート）（縦101cm x 横68cm）。
イギリスは、UK Quad(クアッド）(横101cm x 縦78cm)
フランスのサイズは、ミニ(55cm x 38cm)、ミディアム(60cm x80cm)、ラージィサイズ(120cm x 160cm)。

## デザイン
日本の洋画ポスターは、日本独特のデザインであったが、最近のポスターは
アメリカのポスターのデザインと変わらなくなっている。

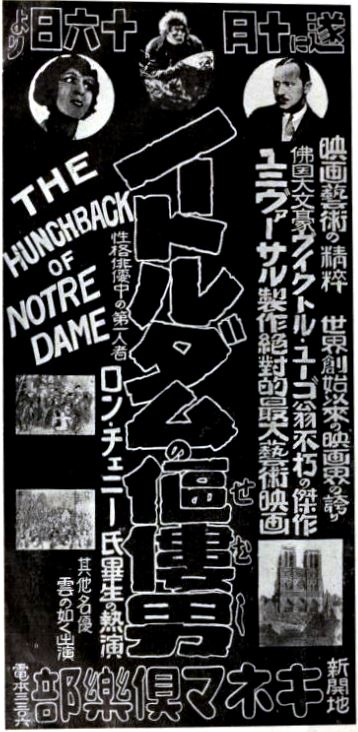
「ノートルダムの傴僂男」(1923年)
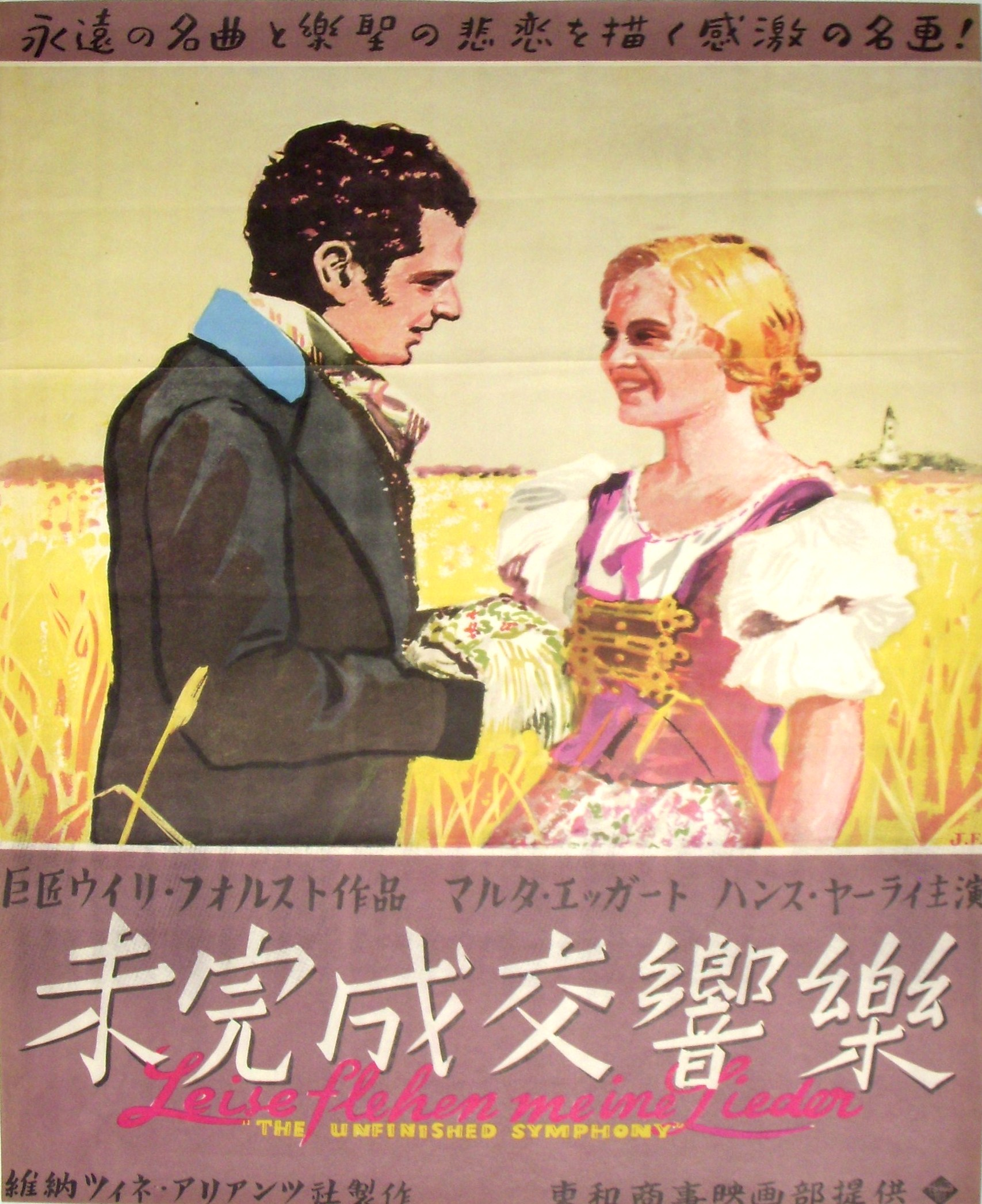
「未完成交響楽」(1933年)
「若草物語(1949年)」
「クォ・ヴァディス」(1953年)
「雨に唄えば」(1952年)
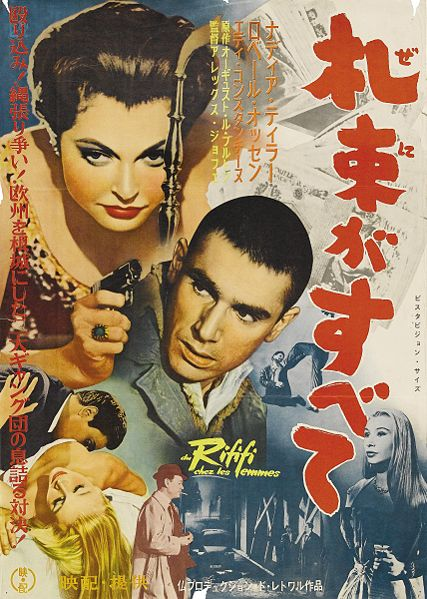
「札束がすべて（英語版）」(1959年)